# Tresigallo
Tresigallo é uma comuna italiana da região da Emília-Romanha, província de Ferrara, com cerca de 4.754 habitantes. Estende-se por uma área de 20 km², tendo uma densidade populacional de 238 hab/km². Faz fronteira com Ferrara, Formignana, Jolanda di Savoia, Migliarino, Ostellato.

## Demografia
| Variação demográfica do município entre 1861 e 2011                               |
|                                                                                   |
| Fonte: Istituto Nazionale di Statistica (ISTAT) - Elaboração gráfica da Wikipedia |